# Ioannis Nifadopoulos
Ioannis Nifadopoulos (Ιωάννης Νυφαντόπουλος; Prevesa, 1º novembre 1990) è un velocista greco.

## Biografia
Yiannis Nifadopoulos viene da Prevesa ma ora vive e si allena ad Atene. Ha studiato presso la facoltà di Scienze dell'Educazione Fisica e dello Sport dell'Università Aristotele di Salonicco. Da diversi anni fa parte della staffetta 4x100 m. mentre ha gareggiato in diverse competizioni internazionali con la Nazionale. Yiannis Nifadopoulos è stato eletto rappresentante del Comitato atleti SEGAS nel Consiglio di Amministrazione della federazione.
Vince la medaglia di bronzo sui 100 m ai XIX Giochi del Mediterraneo di Orano.

## Palmarès
| Anno | Manifestazione          | Sede     | Evento      | Risultato  | Prestazione | Note                          |
| ---- | ----------------------- | -------- | ----------- | ---------- | ----------- | ----------------------------- |
| 2022 | Giochi del Mediterraneo | Orano    | 100 m piani | Bronzo     | 10"28       | Miglior prestazione personale |
| 2022 | Europei                 | Monaco   | 4×100 m     | Batteria   | 39"11       |                               |
| 2023 | Europei indoor          | Istanbul | 60 m piani  | Semifinale | 6"71        | Miglior prestazione personale |
| 2024 | Mondiali indoor         | Glasgow  | 60 m piani  | Batteria   | 6"74        |                               |
| 2024 | Europei                 | Roma     | 100 m piani | Batteria   | 10"40       |                               |
| 2024 | Europei                 | Roma     | 4×100 m     | 7º         | 39"39       |                               |

- 5 volte campione nazionale